# Hamann Motorsport

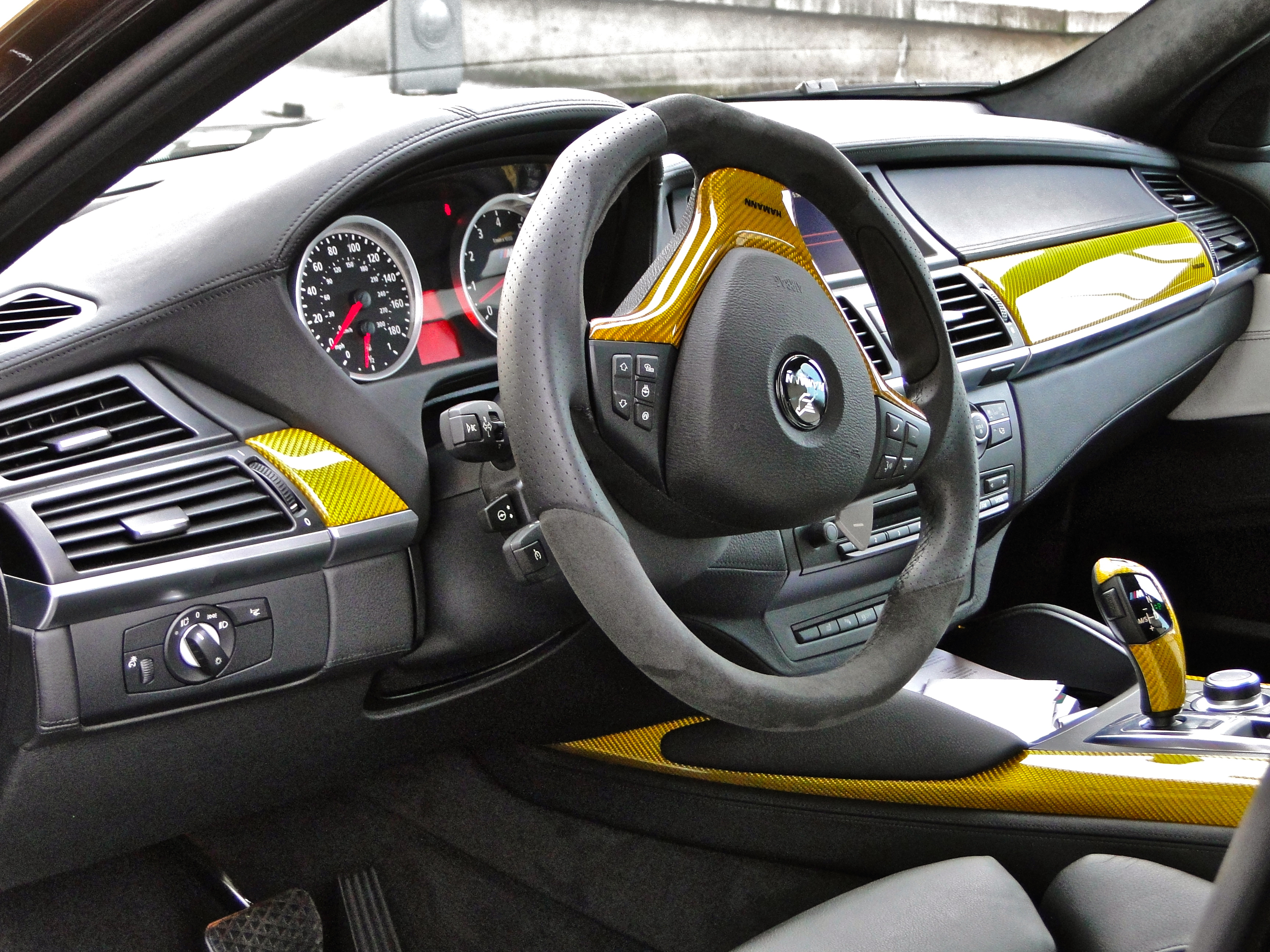
Інтер'єр BMW X6 M, виготовлений на замовлення Hamann, фото у Франції

Hamann Motorsport GmbH — німецька компанія з тюнінгу автомобілів, що базується в Лаупхаймі. Спеціалізується на автомобілях Audi, Aston Martin, Bentley, BMW, Mini, Ferrari, Fiat, Jaguar, Land Rover, Maserati, Mercedes, Rolls-Royce, Porsche та Lamborghini. Компанія Hamann Motorsport була заснована Річардом Хаманном у 1986 році.
Компанію було засновано лише для роботи з автомобілями, виробленими в Німеччині, зокрема BMW, але з того часу вона розширила свій бізнес на інших виробників автомобілів, таких як Lamborghini, Porsche, Aston Martin і Ferrari. Він також створює власні, єдині у своєму роді автомобілі.
Hamann пропонує такі косметичні зміни, як спойлери з низьким профілем, обвіси, спліттери з вуглецевого волокна та багатокомпонентні легкосплавні диски. Інші оновлення включають гоночні LSD, відкриті гоночні вихлопні системи, дванадцятипоршневі дискові гальма та переналаштування двигуна. Компанія замовляє в дилерському центрі двигуни, а потім переробляє їх. Компанія розробляє та будує на основі багатьох частин оригінального автомобіля, наприклад налаштування двигуна автомобіля, зниження автомобіля, створення нового кузова з більшими функціями та встановлення гоночних шин.
Першим автомобілем від Hamann Motorsport був BMW M3 (E30) потужністю 348 к.с. кВт) від двигуна 2,3 л R4 (з турбонаддувом). Машина розігналася з 0-60 миль/год за 5,1 секунди та змогла досягти максимальної швидкості 170 миль/год (273 км/год).
Hamann Motorsport розробив різні автомобілі, наприклад, Lamborghini Murciélago LP640. Компанія Hamann Motorsport побудувала двигун з нуля, щоб збільшити потужність до 690 к.с., модифікувавши систему керування двигуном і встановивши виготовлену на замовлення вихлопну систему. Що стосується екстер'єру Hamann Motorsport особливо не змінився, вони лише встановили чорні матові колеса.

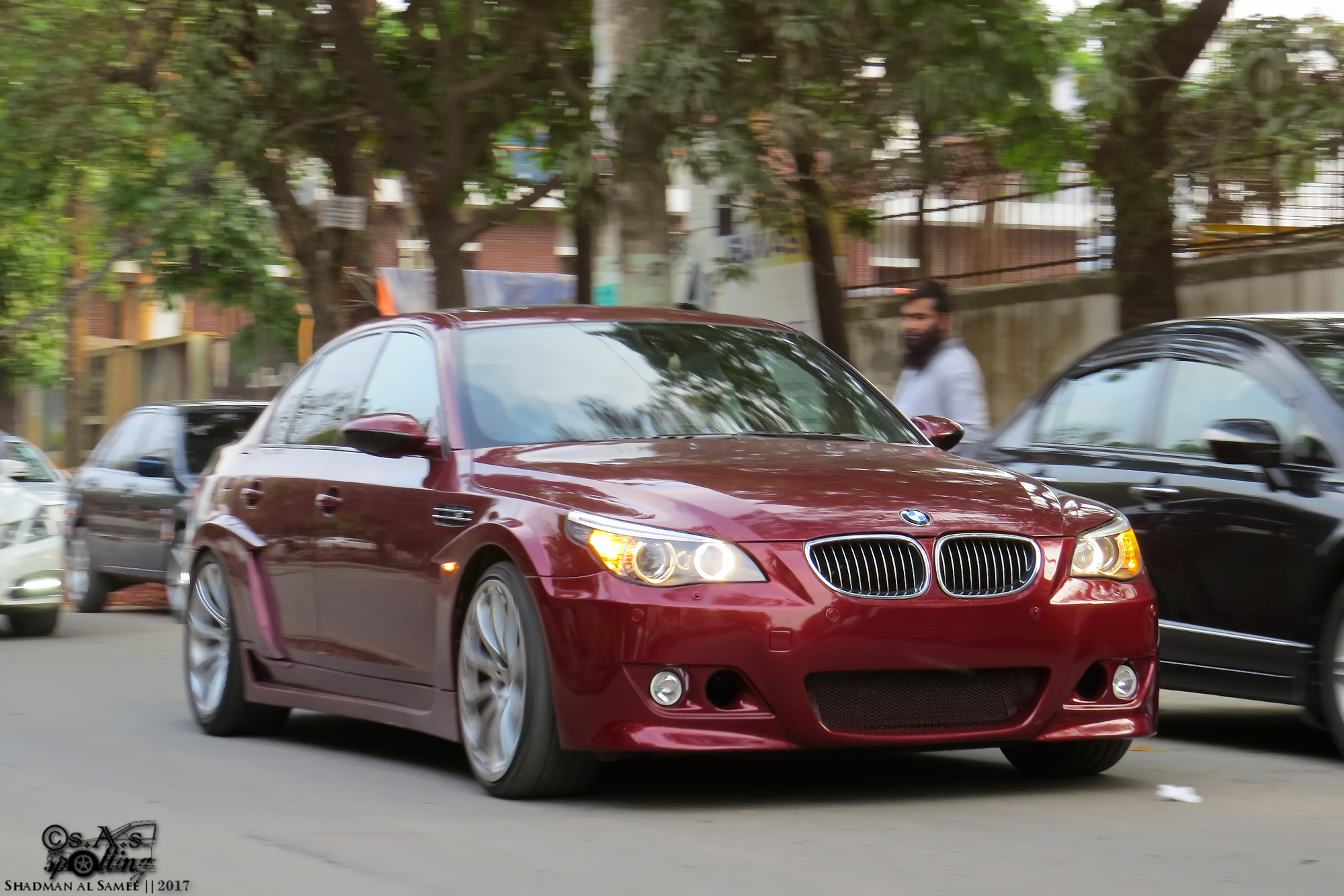
BMW M5 E60 комплектований Hamann в Бангладеш
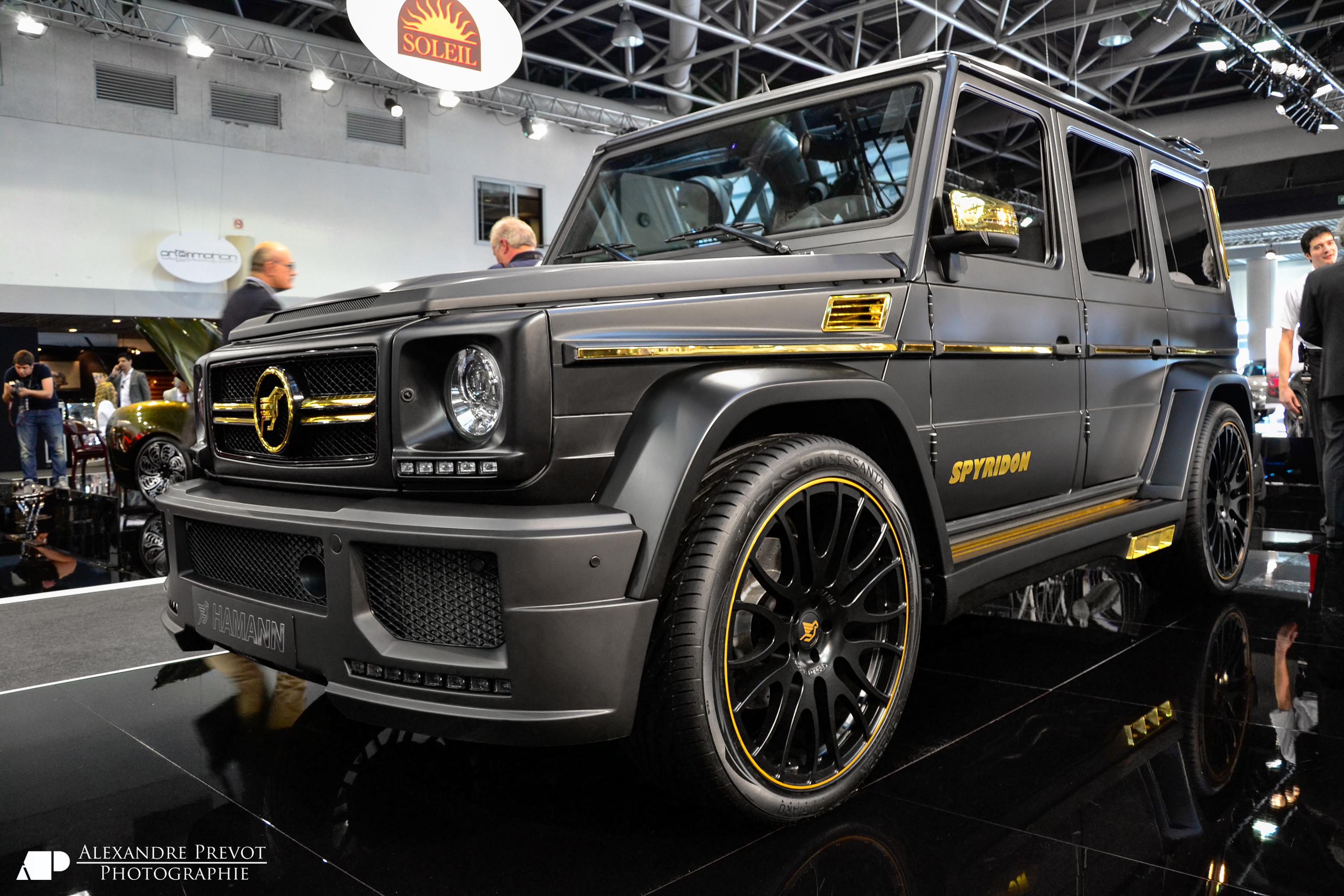
Mercedes-Benz ґелендеваґен в тюнінгу Hamann
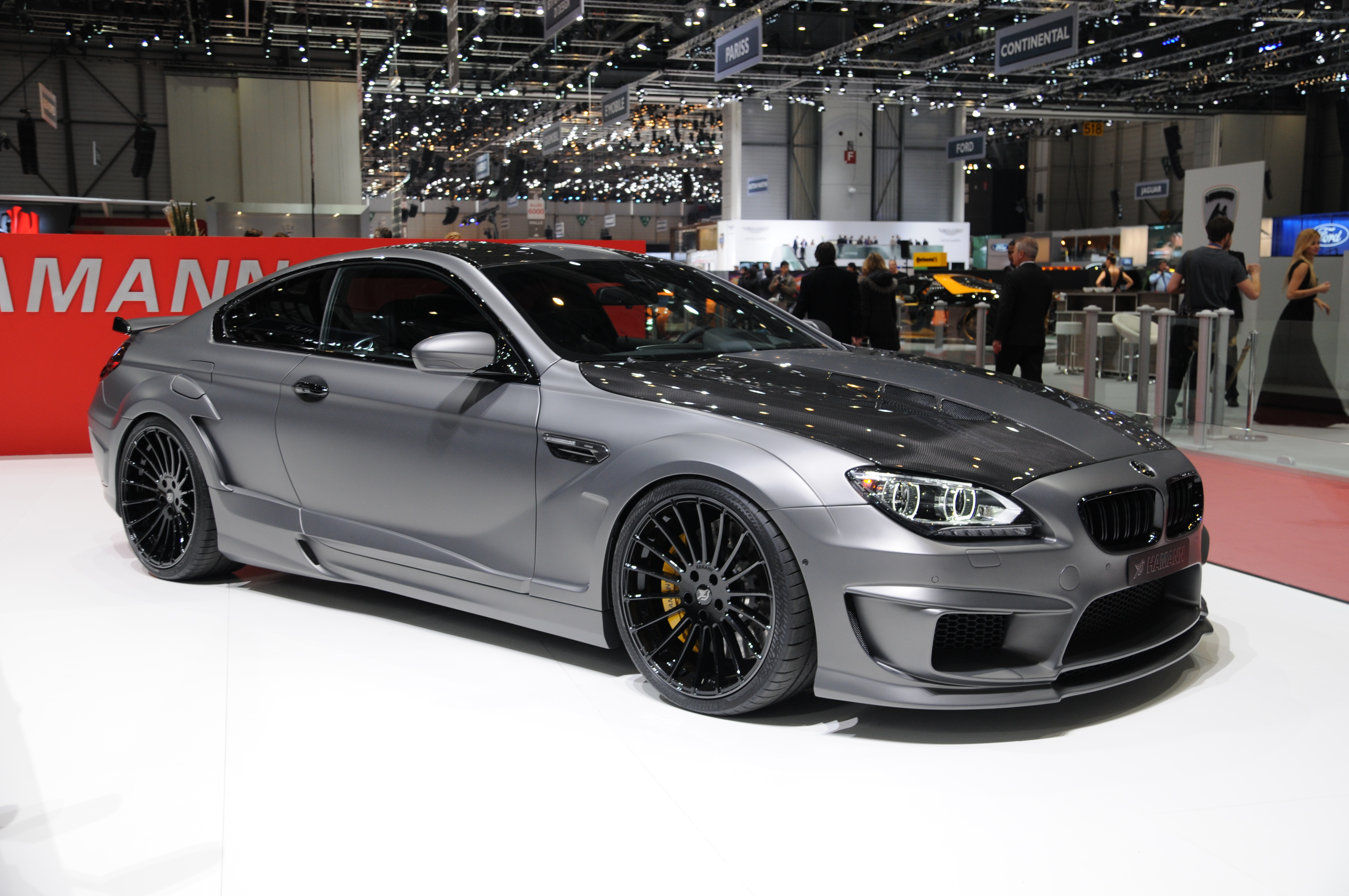
BMW M6 в тюнінгу Hamann на Женевському автосалоні 2014
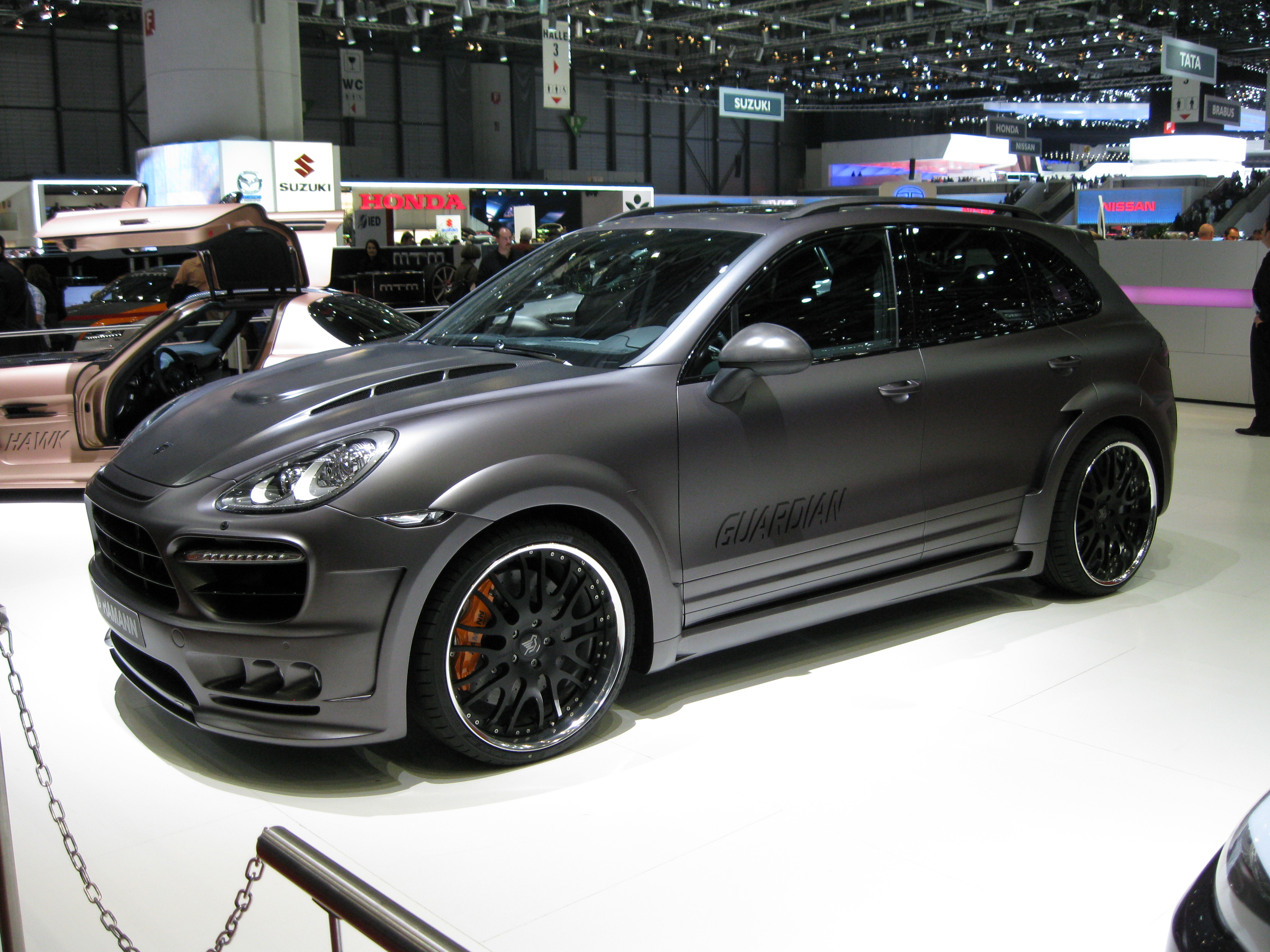
Porsche Cayenne в Hamann
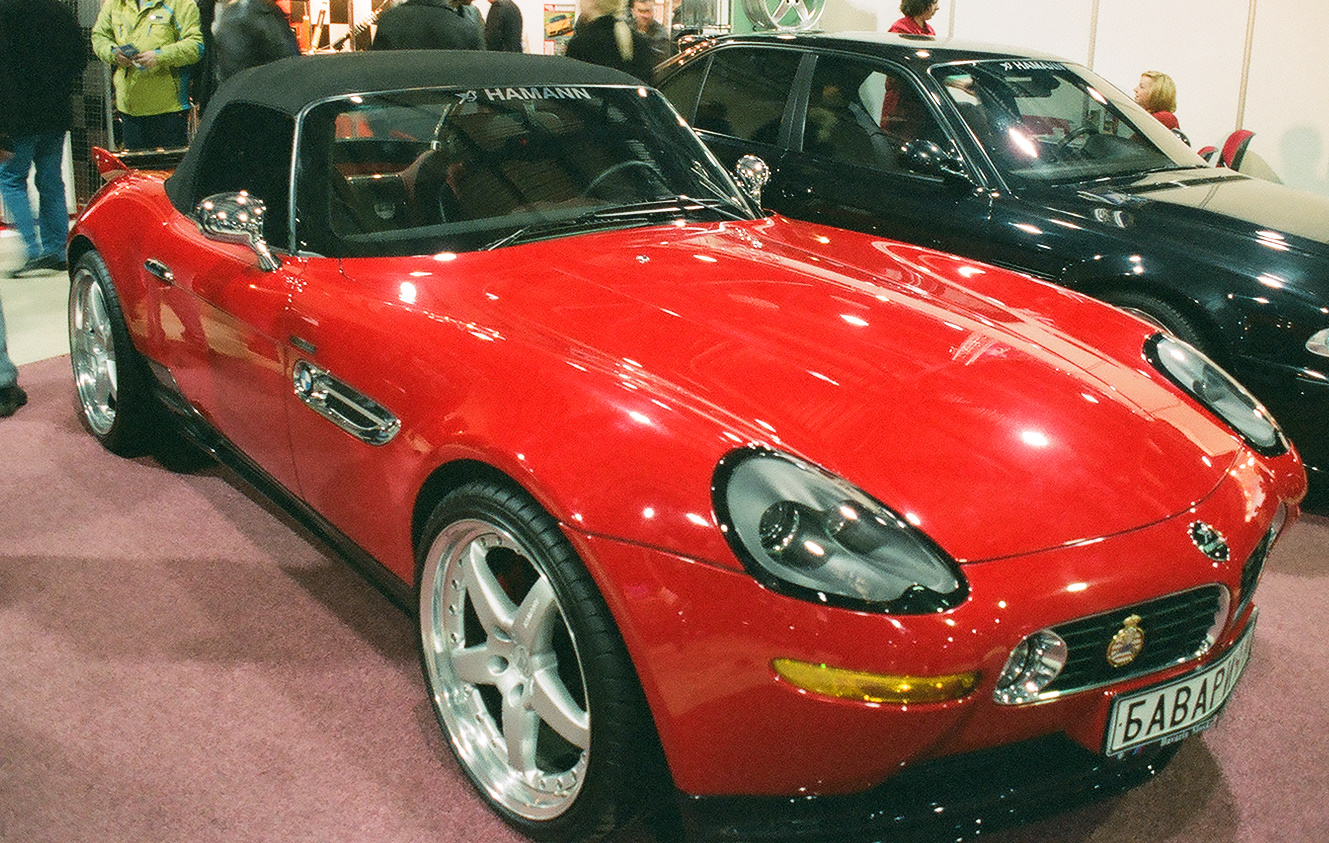
BMW Z8 в Hamann на  Московському міжнародному автомобільному салоні 2003.
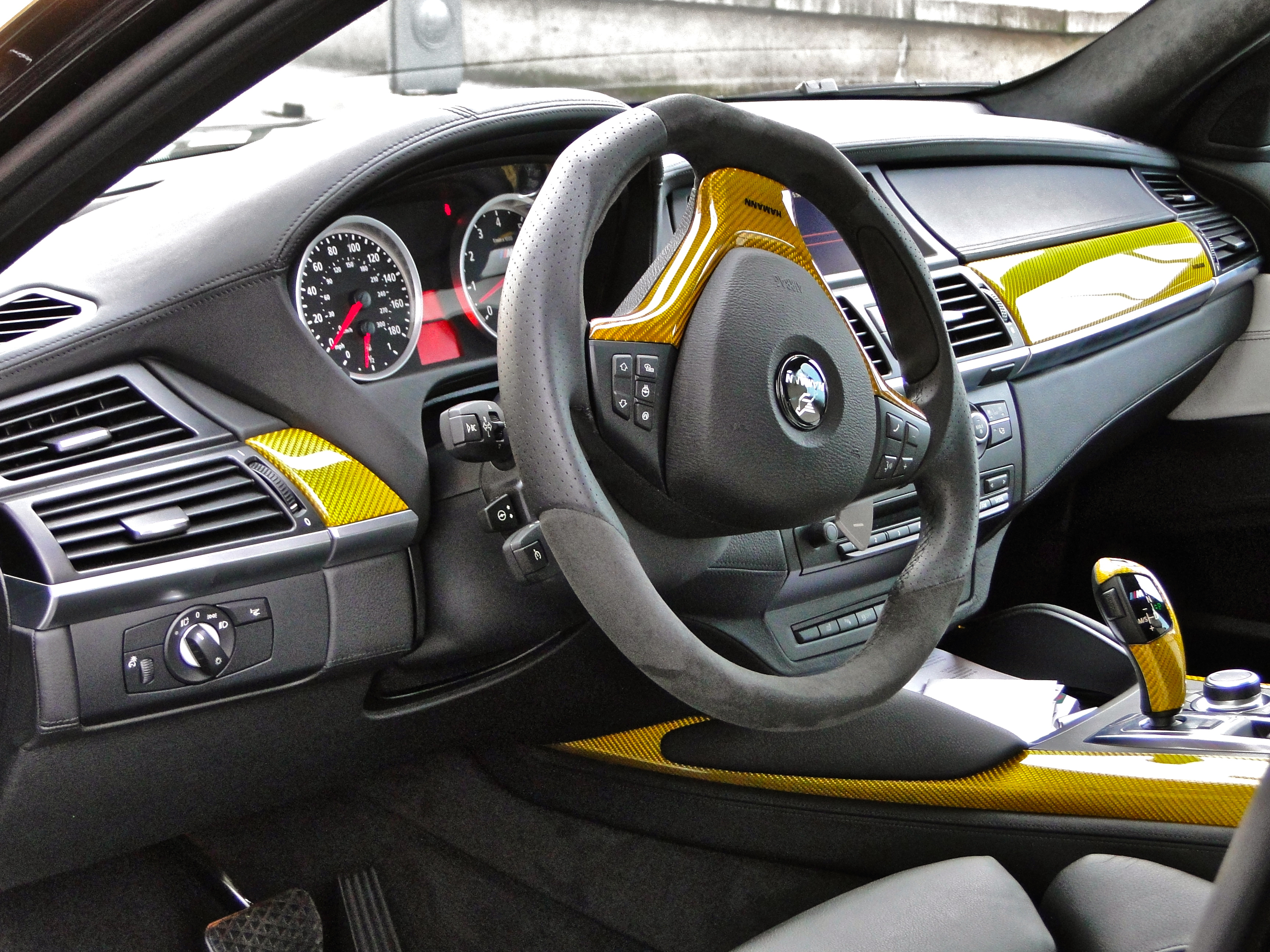
Інтер’єр BMW X6 M, виготовлений на замовлення Hamann, фото у Франції.